# Џорџ (Вашингтон)
Џорџ (енгл. George) град је у америчкој савезној држави Вашингтон. По попису становништва из 2010. у њему је живело 501 становника.

## Демографија
Према попису становништва из 2010. у граду је живело 501 становника, што је 27 (5,1%) становника мање него 2000. године.
| Група             | 2000.       | 2010.       |
| Белци             | 207 (39,2%) | 120 (24,0%) |
| Афроамериканци    | 0 (0,0%)    | 0 (0,0%)    |
| Азијати           | 2 (0,4%)    | 0 (0,0%)    |
| Хиспаноамериканци | 318 (60,2%) | 376 (75,0%) |
| Укупно            | 528         | 501         |